# هيلدا كراهوينكيل سبيرلنغ
هيلدا كراهوينكيل سبيرلنغ (بالألمانية: Hilde Sperling) مواليد 26 مارس 1908 في إسن - الوفاة 07 مارس 1981 في هلسينغبورغ، كانت لاعبة كرة مضرب ألمانية وكانت تلعب باليد اليمنى. كما أنها إحدى بطلات الجراند سلام. أعلى تصنيف لها في الفردي كان المركز الـ 1 في سنة 1936.

## بطولات حققتها
- دورة رولان غاروس الدولية
- بطولة ويمبلدون

## الخط الزمني للفردي
مفتاح
| ف | ن | ن.ن | ر.ن | د# | د.م | ل | أ.أ | ت | غ | ب | ف | ذ | م.خ | ل.ت |

(ف) فاز بالبطولة (ن) وصل النهائي (ن.ن) نصف النهائي (ر.ن) ربع النهائي (د#) الأدوار الأربعة الأولى (د.م) دور المجموعات (ل) شارك في كأس ديفيز (أ.أ) خرج من الأدوار الاولى (ت) خسر التصفيات التأهيلية (غ) غاب عن الحدث أو البطولة (ب) حصل على ميدالية برونزية (ف) حصل على ميدالية فضية (ذ) حصل على ميدالية ذهبية (م.خ) بطولة الماسترز خُفضت إلى مرتبة أقل (ل.ت) البطولة لم تعقد في السنة المعينة.
لتجنب الارتباك وازدواجية الحساب، يتم تحديث هذه المعلومات إما في نهاية البطولة، أو عندما تكون مشاركة اللاعب في البطولة قد انتهت.
| الدورة           | 1929  | 1930  | 1931  | 1932  | 1933  | 1934  | 1935  | 1936  | 1937  | 1938  | 1939  | إجمالي ف/م |
| ---------------- | ----- | ----- | ----- | ----- | ----- | ----- | ----- | ----- | ----- | ----- | ----- | ---------- |
| أستراليا         | غ     | غ     | غ     | غ     | غ     | غ     | غ     | غ     | غ     | غ     | غ     | 0 / 0      |
| فرنسا            | د2    | د3    | ن.ن   | ن.ن   | د2    | غ     | ف     | ف     | ف     | غ     | غ     | 3 / 8      |
| بطولة ويمبلدون   | غ     | د2    | ن     | ر.ن   | ن.ن   | د4    | ن.ن   | ن     | ر.ن   | ن.ن   | ن.ن   | 0 / 10     |
| الولايات المتحدة | غ     | غ     | غ     | غ     | غ     | غ     | غ     | غ     | غ     | غ     | غ     | 0 / 0      |
| م.ف              | 0 / 1 | 0 / 2 | 0 / 2 | 0 / 2 | 0 / 2 | 0 / 1 | 1 / 2 | 1 / 2 | 1 / 2 | 0 / 1 | 0 / 1 | 3 / 18     |

- إجمالي ف / م = إجمالي الفوز والمشاركة

## روابط خارجية
- هيلدا كراهوينكيل سبيرلنغ على موقع قاعة مشاهير كرة المضرب الدولية (الإنجليزية)
- هيلدا كراهوينكيل سبيرلنغ على موقع خلاصة التنس.كوم (الإنجليزية)